# Jean-Jules Salmson

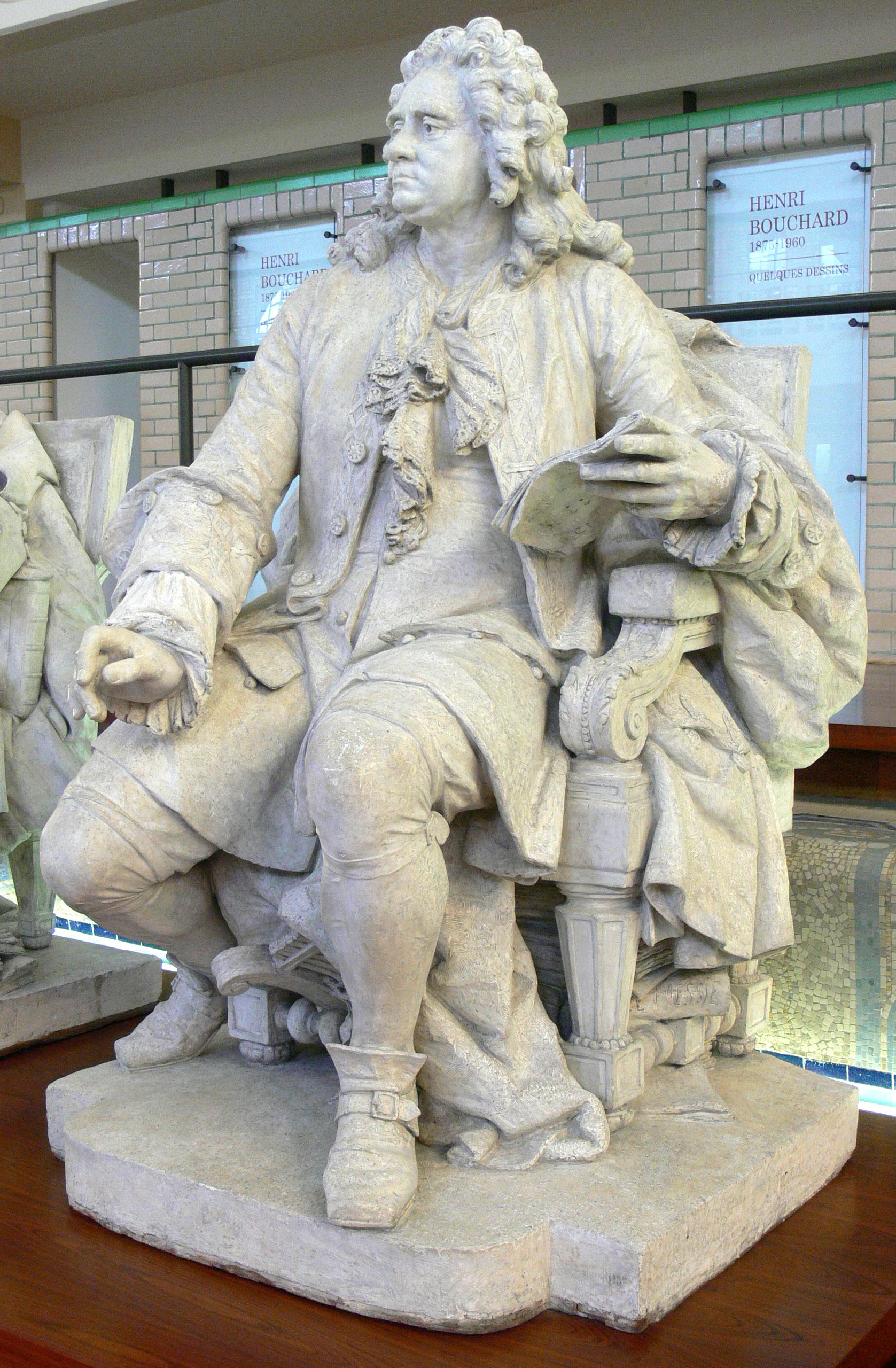
Estatua de Georg Friedrich Haendel, Museo de la Piscina

Jean-Jules Salmson fue un escultor francés, nacido el 9 de julio de 1823 en París y fallecido el 6 de mayo de 1902 .

## Datos biográficos
Jean-Jules Salmson era hijo de Jean-Baptiste Salmson.
Su nieto fue el fundador de la empresa de motores: Société des Moteurs Salmson

## Obras
Entre las mejores y más conocidas obras de Jean-Jules Salmson se incluyen las siguientes:
- Estatua de Georg Friedrich Haendel, Museo de la Piscina[1] de Roubaix
- La devanadora, 1863, bronce, Museo de Orsay[2] imagen Archivado el 5 de noviembre de 2013 en Wayback Machine.
- busto de Philippe Quinault,[3]  busto en piedra, erigido en una fuente de Felletin.